# Kania Polska
Kania Polska – wieś sołecka w Polsce położona w województwie mazowieckim, w powiecie legionowskim w gminie Serock. Leży we wschodniej części gminy, która to część jest lokalnie nazywana zarzeczem.
| SIMC    | Nazwa   | Rodzaj    |
| ------- | ------- | --------- |
| 1053955 | Bindugi | część wsi |

Wieś została załozona w XVIII w. przez właścicieli dóbr popowskich, rodzinę Kozłowskich. W tym terenie organizowano spław drzewa i produktów leśnych.
Na początku XIX wieku właściciele dóbr ziemskich sprowadzali osadników z przeludnionych Niemiec. W 1841 roku w Kani Niemieckiej mieszkało ich 49, potem ich liczba zwiększyła się. Po wybuchu I wojny światowej zostali oni deportowani w głąb Rosji. Gdy w 1915 roku miejscowość zajęli Niemcy, część osadników wróciła.  Mieszkali tu do końca II wojny światowej. Ich pochówki odbywały się na cmentarzu ewangelickim w Kani Nowej, który obecnie popadł w ruinę, a aktualnie pochówki odbywają się na cmentarzu rzymskokatolickim w Popowie Kościelnym.
Mieszkańcy wyznania rzymskokatolickiego należą do parafii Narodzenia NMP w Popowie Kościelnym. We wsi leży najstarsza kapliczka w parafii. Znajduje się przy ulicy Bindugi, a wybudowano ją w 1889 roku. We wsi znajduje się druga kapliczka, znajduje się przy ulicy Popowskiej, i została ufundowana przez rodzinę Podgórskich w 1914 roku.
W latach 1975–1998 miejscowość administracyjnie należała do województwa warszawskiego.